# 西夏學
西夏學或西夏研究是指通過研究西夏文獻來研究党項族的歷史、藝術和語言的學科 。由於西夏语是一種死語，西夏學研究的基礎亦因而轉為西夏語的研究和西夏文字的解讀。

## 历史
西夏人在中國的西北方建立了西夏國（1038－1227），並最後被蒙古人滅亡。 西夏文字於1036年創造，並且在西夏國和元朝（1271-1368年）時廣泛應用於于印刷書籍和碑文上。而西夏語則滅絕於明朝（1368-1644）間。最近期以西夏文書寫的例子是兩枝豎立在河北保定的1502年製西夏文石幢 。在清代（公元1644-1911年）所有西夏人的語言和文字都已經丢失，也没有任何宋，元，明，清的文獻保存西夏文。直到19世紀，西夏語和西夏文才重新發現。